# Хоулар
Хо́улар (исл. Hólar) — посёлок на северо-западе Исландии, в составе общины Скагафьордюр (регион Нордюрланд-Вестра). Находится в 379 км от столицы государства — Рейкьявика. Является древним религиозным центром страны. Наряду со Скаулхольтом, был второй епископией Исландии с 1116 по 1800-е годы.
В 1106 году Йоуном Огмюндссоном (исл. Jón Ögmundsson) была основана кафедральная школа, а в 1882 году в Хоуларе открылась сельскохозяйственная школа. Хоулар и по сей день является крупным образовательным центром. На базе Хоуларского монастыря и сельскохозяйственной школы в 2007 году был образован Хоуларский университетский колледж (исл. Háskólinn á Hólum) с департаментами ихтиологии, туризма и иппологии (изучение лошадей).

## История
В 1056 году была основана епископская кафедра в Скалхольте. Первым епископом Исландии стал Ислейф, при нем же была учреждена вторая епископская кафедра в Хоуларе. Здесь же в 1121 году был основан первый монастырь Исландии.
В середине XVI века, когда на юге Исландии уже была Реформация, Хоулар оставался единственным оплотом католиков на острове, которые не желали подчиниться воле датского короля. Из-за этого сопротивление церковной реформе, которое возглавил католический епископ Йоун Арасон, приняло характер национально-освободительной борьбы. Однако небольшая община католиков не могла долго сопротивляться датчанам, которые проникли в Хоулар и силой вывезли епископа Йоуна Арасона в Скалхольт и 7 ноября 1550 года казнили его. Весной 1551 года соратники казненного епископа приехали в Скалхольт и вывезли останки Арасона в Хоулар. В храме похоронен также хоуларский епископ Гудбрандур Торлакссон, опубликовавший в 1584 году полный перевод Библии на исландском языке.
Хоулар является первым центром книгопечатания в Исландии. Йоун Арасон лично в 1530 году привез из Швеции печатный станок и в 1540 году были набраны первые книги на исландском языке.

## Известные личности
В разные времена в Хоуларском монастыре обитали католические епископы Йон Огмюндссон, Йоун Арасон, Гюдмундур Арасон, лютеранский пастор Гудбрандур Торлакссон и другие.
Ещё одним известным студентом Хоулара является Гальдра-Лофт — историческая личность, которая стала также персонажем исландских сказок.

## Достопримечательности
К 400-летию со дня гибели Йоуна Арасона, в 1950 году, рядом с монастырским комплексом была воздвигнута колокольня, которая гармонично вписывается в окружающую панораму города.
В Хоуларе находится Центр истории исландской лошади.

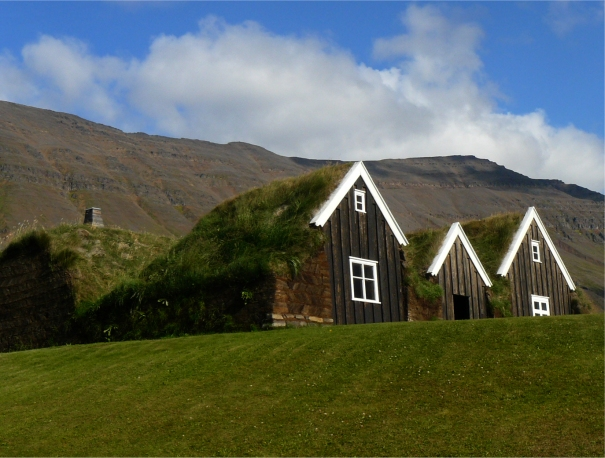
Исландские дерновые дома в Хоуларе
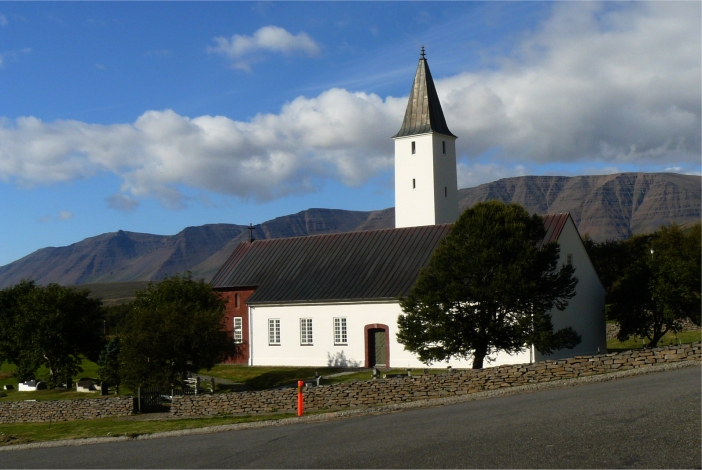
Церковь в Хоуларе
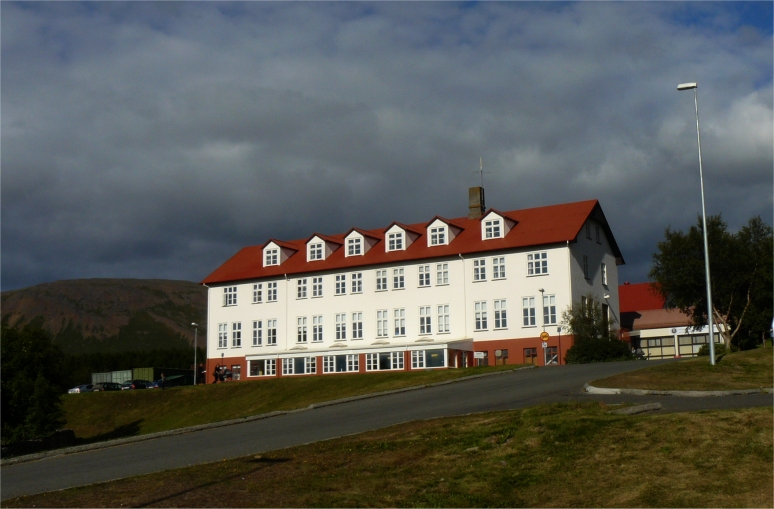
Хоуларский университетский колледж